# Silnice III/28624
Silnice III/28624 prochází obcí Benecko, konkrétně místními částmi Dolní Štěpanice, Štěpanická Lhota a Mrklov.

## Vedení silnice

### Liberecký kraj
Silnice začíná na mostě ev.č. 28624-1 přes Jizerku v Dolních Štěpanicích pravým odvětvením od silnice II/286 a pokračuje dopravně náročným klikatým průtahem zástavbou. Trasa ve zhruba kilometrové délce kopíruje tok potoka Cedronu. Silnice přitom míjí provozovnu firmy Delfi, hasičskou zbrojnici a budovy základní školy s pamětní deskou Josefa Šíra. Po zhruba dvou stovkách metrů se vyhýbá zprava stojící budově sokolovny a pokračuje přehlednějším a prakticky rovným úsekem, vedeným řídkou zástavbou horní části obce. V místě, zvaném U ručiček Dolní Štěpanice opouští a pokračuje otevřeným, ve svahu vedeným úsekem, částečně obkružujícím zříceninu štěpanického hradu. Zhruba v polovině tohoto úseku se nachází nově vybudovaný jímací objekt vodovodu Bátovka, zásobujícího Jilemnici. Silnice míjí autobusovou zastávku Pod hradem a prochází lesním úsekem. Po přibližně třech stech metrech se z ní doleva odvětvuje místní komunikace do Horních Štěpanic a po dalších dvou stech metrech v rozcestí Prakovice silnice III/28626, směřující na Benecko. Silnice 28264 pokračuje doprava úsekem, obepínajícím skalní ostroh a pokračuje směrem k místní části Mrklov. Míjí vlevo zbořeniště kdysi velmi populárního hostince U Bubeníků a po dvou stech metrech uhýbá ostře vpravo. Po levé straně je v tomto místě vyústění místní komunikace na Machův kopec a opuštěná chátrající budova kulturního domu Žalý. Silnice se proplétá zástavbou Mrklova a po cca třech stech metrech vlásenkou obíhá budovu bývalé mrklovské základní školy, nyní sloužící jako dům s pečovatelskou službou. Dlouhou táhlou partií opouští území Mrklova a vstupuje do lesa nad Mrklovem, který opouští těsně před rozcestím Křížovky. Míjí přitom po pravé straně ležící fotbalové hřiště beneckého sportovního klubu HSK. Na vrcholu sedla prochází silnice hranicí mezi Libereckým a Královéhradeckým krajem.

### Královéhradecký kraj
Hned za sedlem začíná silnice sestupovat táhlými pasážemi směrem k Hořenímu Vrchlabí. Míjí přitom zastávku Kněžice, prochází nebezpečnou vracečkou a po dvou stech metrech pravou zatáčkou vstupuje do zalesněného a velmi často i namrzlého lesního úseku. Ten končí pravoúhlou levou zatáčkou, na kterou po třech stech metrech navazuje pravá vlásenka. Následuje víceméně rovná pasáž a návazná vracečka vlevo, za kterou silnice vstupuje do zástavby Hořeního Vrchlabí. Silnice míjí zastávku U Tesly a končí za mostem ev.č. 28624-6 přes Labe v místě napojení ulice Horská na komunikaci II/295. Od zastávky Kněžice je silnice označena jako Bucharova ulice.

## Charakteristika
Celková délka silnice činí 10535 metrů, na trase leží celkem šest převážně krátkých mostů. Most přes Lhotský potok v rozcestí Prakovice byl v roce 2021 kompletně rekonstruován. Celý úsek má výrazné převýšení a především v zimních měsících klade zvýšené nároky na řidičské dovednosti. V zimním období je proto v tomto úseku předepsána pro motorová vozidla zimní výbava. Ve větrném počasí je zapotřebí zvýšená opatrnost kvůli možnosti pádu stromů do vozovky. Část komunikace, ležící na území Libereckého kraje, je v úseku Prakovice-Křížovky v mimořádně špatné stavebně-technickém stavu, úsek z Dolních Štěpanic pod hrad je nově zrekonstruován. V lesních úsecích panuje zvýšené riziko střetu se zvěří.

## Rekonstrukce 2020
Pro rok 2020 je plánována rozsáhlá rekonstrukce silnice. Plán rekonstrukce zahrnuje kromě opravy základové a obrusné vrstvy vozovky také doplnění opěrných konstrukcí a bezpečnostních prvků. Šířkové uspořádání bude odpovídat dvouproudé vozovce, doplněné v některých místech přídlažbou z kamenné kostky. Cílová šířka jízdního pásu bude 4.5 metru s výjimkou začátku úseku, kde bude šířka 5.5 metru. Rozšíření směrových oblouků bude řešeno s ohledem na místní podmínky, stejně tak jako opravy a doplnění propustků.